# Dekanat mikołajowski rejonowy
Dekanat mikołajowski rejonowy – jeden z 11 dekanatów eparchii mikołajowskiej Ukraińskiego Kościoła Prawosławnego Patriarchatu Moskiewskiego. Obejmuje cerkwie położone w rejonie mikołajowskim. Funkcjonuje w nim 21 cerkwi parafialnych, w tym 9 znajdujących się w budowie.
Funkcję dziekana pełni protojerej Iwan Gangur.

## Cerkwie w dekanacie[1]
- Cerkiew św. Andrzeja w Nowoandrijiwce
- Cerkiew św. Michała Wyznawcy w Kowaliwce
- Cerkiew Zaśnięcia Matki Bożej w Komsomolskim
- Cerkiew św. Eliasza w Kriwoj Bałce
- Cerkiew Przemienienia Pańskiego w Nieczajannym
- Cerkiew św. Jerzego w Olszańskim
- Cerkiew Świętych Piotra i Pawła w Pietrowo-Sołonisze
- Cerkiew św. Mikołaja w Radsadzie
- Cerkiew św. Mikołaja w Starej Bogdanowce
- Cerkiew św. Dymitra Sołuńskiego w Stiepowym
- Cerkiew św. Katarzyny w Trichatach
- Cerkiew św. Archanioła Michała w Uljanowce